# (136273) Csermely
(136273) Csermely est un astéroïde de la ceinture principale.

## Description
(136273) Csermely est un astéroïde de la ceinture principale. Il fut découvert le 25 décembre 2003 à Piszkéstető par Krisztián Sárneczky. Il présente une orbite caractérisée par un demi-grand axe de 2,45 UA, une excentricité de 0,19 et une inclinaison de 11,5° par rapport à l'écliptique.